# Diesdorf (Magdeburg)

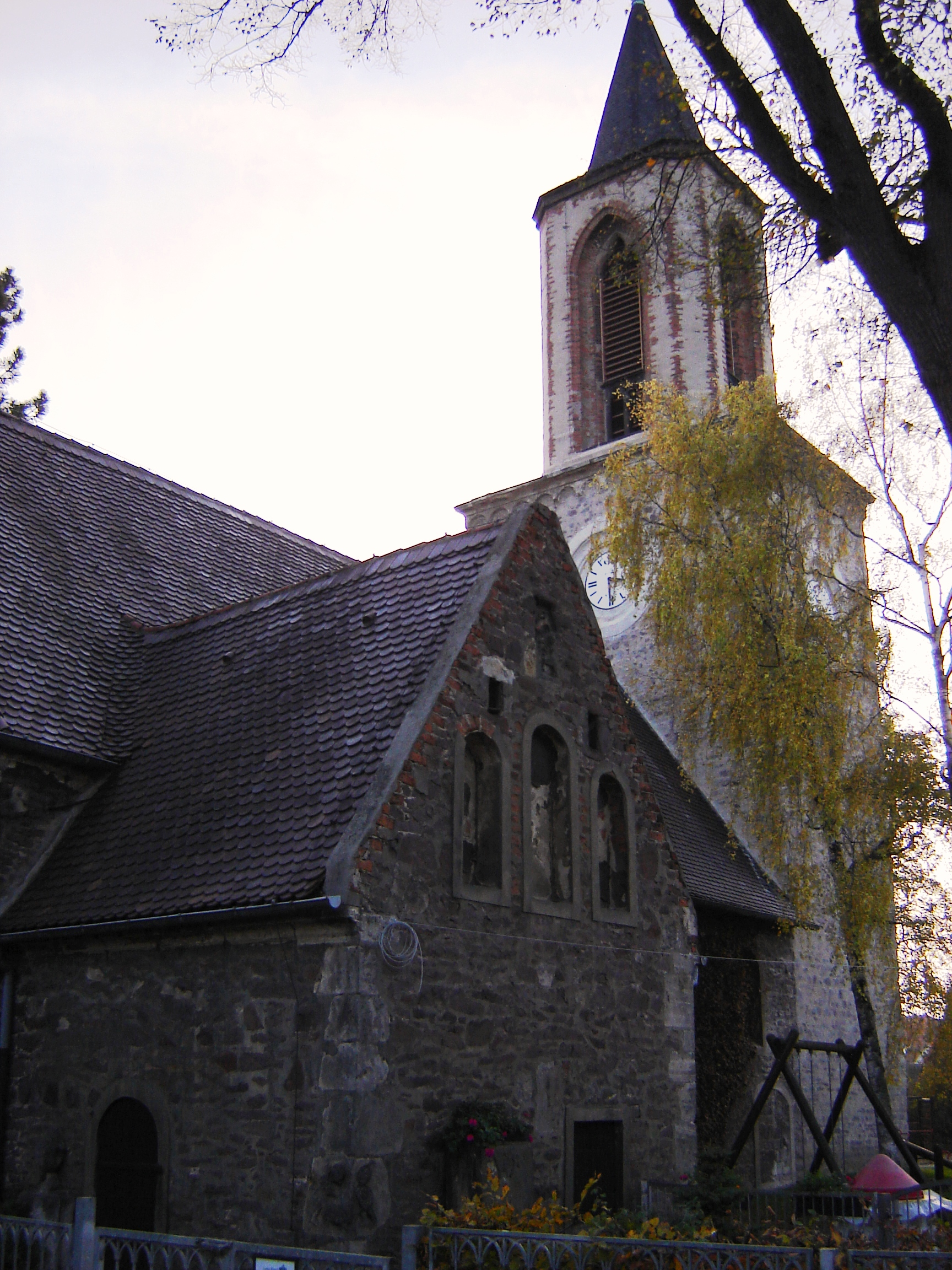
St. Eustachius und Agathe

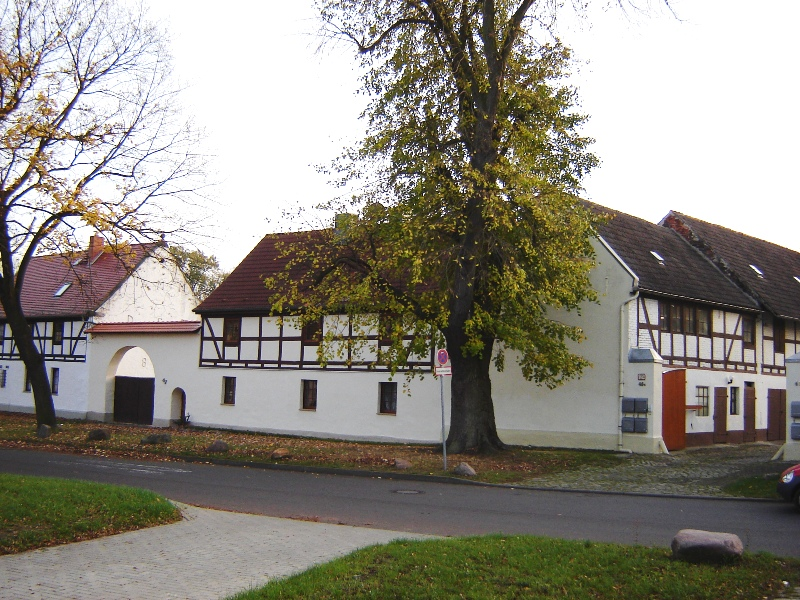
Ehemaliges Bauerngehöft, erbaut 1734

Diesdorf ist ein Stadtteil im Westen Magdeburgs, der Landeshauptstadt von Sachsen-Anhalt. Er ist 10,1281 km² groß und hat etwa 3.911 Einwohner (Stand: 31. Dezember 2021).

## Lage
Der Straßenzug Diesdorfer Graseweg/Kümmelsberg bildet die Grenze zum benachbarten Stadtteil Stadtfeld West. Den südlichen Abschluss bildet die Bahnlinie Magdeburg–Braunschweig, während im Norden die Bundesstraße 1 Diesdorf vom Stadtteil Alt Olvenstedt trennt. 900 Meter westlich der Bebauungszone verläuft die Grenze zum benachbarten Landkreis Börde. Diesdorf liegt bereits im Bereich der Magdeburger Börde auf einem von Westen nach Osten abfallenden Gelände zwischen 90 und 60 Metern über dem Meeresspiegel. Durch den Stadtteil fließt der kleine Fluss Schrote, der im südwestlichen Bereich durch ein Rückhaltebecken gestaut wird, um Hochwasser zurückzuhalten.

## Infrastruktur
Diesdorf ist heute eine reine Wohnsiedlung mit geringer Gewerbeansiedlung. Im südlichen Stadtteil befindet sich ein Umspannwerk. Im Bereich der Ummendorfer Straße / Am Thie endet die Straßenbahnlinie 6 und die Buslinien 61 und 72 sowie die Nachtlinie N5. Diesdorf wird außerdem von den Regionalbuslinien 612, 614, 629 und 663 erschlossen. Etwa ein Drittel der Stadtteilfläche wird landwirtschaftlich genutzt. Die im Stadtteil vorhandenen Kulturdenkmale sind im örtlichen Denkmalverzeichnis aufgeführt.

## Geschichte
Nahe der Bahnstrecke wurde 1930 ein Urnenfeld entdeckt, das auf die Zeit 1000 bis 800 v. Chr. datiert wurde. Als Thietherestorp wird der Ort erstmals 937 in einer Urkunde Otto I. anlässlich der Übereignung an das Magdeburger Moritzkloster erwähnt. Während der erste Teil des historischen Namens auf einen vormaligen Besitzer Dieter hinweist, lässt „torp“ vermuten, dass der Ort bereits in der Zeit zwischen 400 und 800 gegründet wurde. 1350 ging der Besitz an das Kloster Berge über, und im späten Mittelalter übte die Magdeburger Möllenvogtei die Verwaltung des Ortes aus. Obwohl 1348 und 1357 Pestepidemien die Bevölkerung stark dezimierten, wurde um 1350 mit dem Bau der Diesdorfer Kirche begonnen.
Nachdem 1524 in Magdeburg die Reformation eingezogen war, bekam Diesdorf 1552 mit dem Diesdorfer Bauernsohn Steffen Müller seinen ersten evangelischen Pfarrer. Die erste von der Diesdorfer Kirchengemeinde unterhaltene Schule nahm 1565 den Unterricht auf. Während des Dreißigjährigen Krieges stationierte Tilly in den Jahren 1630/1631 1.900 Soldaten in Diesdorf. Am Ende des Krieges war das Dorf bis auf die Kirche zerstört, hatte am Ende des 17. Jahrhunderts aber bereits wieder etwa 200 Einwohner. Ab 1726 gab es in Diesdorf für kurze Zeit den Diesdorfer Gesundbrunnen, eine für heilkräftig gehaltene Quelle. Als 1770 die Kirchengemeinde Baugrund zur Verfügung stellte, wuchs die Bevölkerung auf über 400 Einwohner an. Nach der preußischen Verwaltungsreform von 1815 kam Diesdorf zum Kreis Wanzleben. 1833 vernichtete ein Großbrand siebzehn Höfe. Die danach entstandenen stattlichen, zum Teil villenartigen Gebäude zeugen von dem durch den fruchtbaren Bördeboden hervorgegangenen Wohlstand. Im Mai 1897 erfolgte die Bildung der noch heute bestehenden Freiwilligen Feuerwehr.
Mit dem Beginn der Industrialisierung Ende des 19. Jahrhunderts wandelte sich der Charakter des Ortes von der bisherigen rein landwirtschaftlichen Prägung zu einer Arbeiterwohnsiedlung. Vor dem Ersten Weltkrieg hatten fast 60 % der Diesdorfer Erwerbstätigen einen Arbeitsplatz in Magdeburg. Um den wachsenden Strombedarf Magdeburgs zu decken, wurde nach dem Ersten Weltkrieg nahe der Stadtgrenze auf Diesdorfer Gebiet ein Umspannwerk errichtet, das sich zu einem bedeutenden Knotenpunkt im Stromverbundnetz entwickelte und auch heute noch in Betrieb ist. Nachdem sich das Magdeburger Stadtgebiet bis an die Grenze zu Diesdorf ausgebreitet hatte, erfolgte am 1. April 1926 die Eingemeindung nach Magdeburg. Zu diesem Zeitpunkt hatte Diesdorf bereits über 3.000 Einwohner. Am 16. September 1926 fuhr zum ersten Mal eine Straßenbahn nach Diesdorf.
Während in den Jahren der DDR-Herrschaft eine LPG die landwirtschaftliche Tradition des Ortes weiterführte und in den 1950er Jahren einen großen Stallkomplex sowie eine Gewächshausanlage errichtete, sind nach 1990 keine landwirtschaftlichen Betriebe mehr in Diesdorf ansässig. 1970 wurde das Rückhaltebecken Schrote gebaut, und ein Jahr später begannen die Arbeiten zum Anschluss an das Magdeburger Trinkwassernetz, die 1976 abgeschlossen waren.

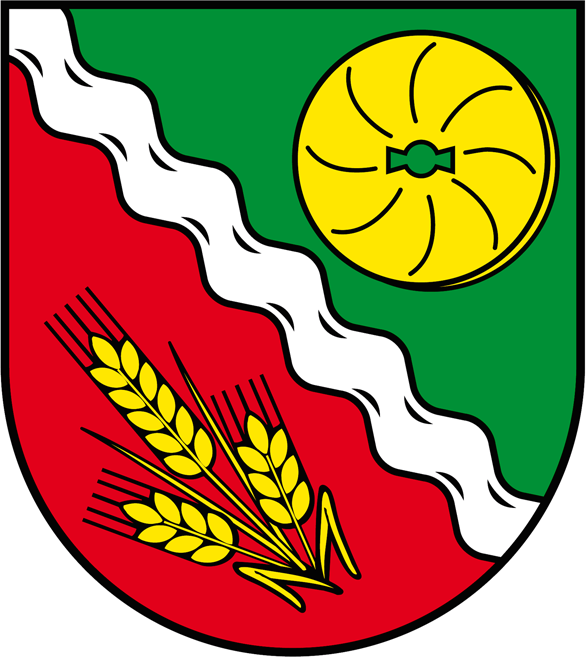
Ortswappen von Diesdorf

### Wappen
Blasonierung: „Schräg geteilt von Grün und Rot mit rechtem silbernen Wellenbalken, oben ein goldener Mühlstein mit freiem Mahlauge, unten drei fächerartig schrägrechts gestellte goldene Ähren am Halm mit Blättern.“
Das Wappen von Diesdorf ist das erste Wappen eines nicht selbstständigen Ortsteils in Deutschland, das unter der Registratur 1 ST am 3. Januar 2012 in die Deutsche Ortswappenrolle des Herold eingetragen und dokumentiert wurde. Gestiftet wurde es vom Bürger- und Heimatverein Diesdorf e. V. als Symbol der örtlich-lokalen Identität des ehemaligen Dorfes. Die Gestaltung übernahm der Kommunalheraldiker Jörg Mantzsch, der es zur Beurkundung führte.